# أ. جاي جاكوبس
أ. جاي جاكوبس (بالإنجليزية: A. J. Jacobs)‏ هو كاتب وصحفي أمريكي، ولد في 20 مارس 1968 في نيويورك في الولايات المتحدة.

## وصلات خارجية
- الموقع الرسمي
- أ. جاي جاكوبس على موقع IMDb (الإنجليزية)